# Ministère du Plan (république démocratique du Congo)
 (mai 2024).
 (mai 2020).
Le ministère du Plan est, en république démocratique du Congo, le ministère responsable de la planification et de la programmation de la politique de développement économique et social du pays. Depuis mai 2024, le ministre du gouvernement Suminwa est Guylain Nyembo Mbwizya. 

## Missions
- Préparation du plan de développement économique et social, programmation de son exécution et suivi de sa réalisation ;
- Coordination des travaux de toutes les commissions créées pour la discussion des documents du plan ;
- Préparation du budget des dépenses en capital, programmation et suivi de son exécution ;
- Mise sur pied, en collaboration avec tous les organes de l'État concernés, des instruments scientifiques permettant d’appréhender la vie économique et sociale du pays dans son ensemble et dans ses différents secteurs, notamment les prévisions et budgets économiques nationaux, les enquêtes de conjoncture, les comptes économiques nationaux, le tableau intersectoriel ;
- Coordination et intégration des différents programmes sectoriels préparés par les ministères, les entités territoriales décentralisées et les acteurs économiques et sociaux ;
- Étude et appréciation de tous les moyens humains, matériels et financiers qui doivent concourir à la mise en œuvre du plan économique et social ;
- Appréciation de la conformité des projets d’investissements publics et privés avec les objectifs concrets du plan économique et social ;
- Promotion, en collaboration avec tous les services ou organes publics de l’État concernés, de la participation du peuple en partant de la base, à l’élaboration et à l’exécution du plan économique et social ;
- Évaluation des projets réalisés dans l’exécution du plan de développement, des programmes économiques et sociaux et des projets d’investissement et établissement des rapports périodiques sur l’état d’avancement ;
- Suivi des projets interministériels ;
- Promotion des investissements privés et publics ;
- Coordination, au niveau de la coopération au développement, de l’action de mobilisation des ressources extérieures, en collaboration avec les ministères ayant les finances et la coopération dans leurs attributions, et suivi de leur utilisation afin d’en garantir l’affectation aux investissements prioritaires ;
- Incitation et encouragement d’une politique de relance de la production dans le cadre des investissements privés, y compris ceux réalisés par les ONG ;
- Coordination de la participation de la république démocratique du Congo aux efforts concertés de développement économique et social de l'Afrique, à travers le nouveau partenariat pour le développement économique de l’Afrique (NEPAD), en collaboration avec le ministère ayant la coopération internationale dans ses attributions ;
- Pilotage des travaux macroéconomiques dans le cadre du plan de développement, en collaboration avec les ministères concernés;
- Conception et mise en place des mécanismes de suivi qualitatif des projets et programmes en vue de leurs concours à la modernisation de la république démocratique du Congo ;
- Suivi de proximité de l’exécution des projets et programmes concourant à la révolution de la modernité ;
- Identification des principales contraintes handicapant la bonne marche des projets et programmes de mise en œuvre de la révolution de la modernité et formulation des recommandations en vue des solutions appropriées ;
- Participation à la visibilité des actions de mise en œuvre de la révolution de la modernité, en collaboration avec le ministère ayant les médias dans ses attributions ;
- Suivi du respect, par les parties, des clauses et procédures des accords de mise en œuvre des projets et programmes concourant à la révolution de la modernité ;
- Exécution de toutes autres tâches contribuant au suivi de la mise en œuvre de la révolution de la modernité.

## Liste des ministres du Plan
- Judith Suminwa Tuluka (2023 – 2024)
- Christian Mwando (2021 – 2022)
- Elysée Munembwe (2019 – 2021)
- Modeste Bahati (2017 – 2019)
- Jean Lucien Bussa (2017 – 2017)
- Georges Wembi (2016 – 2016)
- Célestin Vunabandi (2014 – 2015)
- Olivier Kamitatu (2012 – 2014)
- Gérard Tumba Kaniki (2006 – 2012)
- Delly Sesanga Hipungu (2006 – 2006)
- Tambwe Mwamba (2003 – 2006)
- André-Philipe Futa (2003 – 2003)
- Kalume Numbi (1999 – 2002)
- Étienne Mbaya (1999 – 1999)
- Badimanyi Mulumba (1998 – 1999)
- Baby Mbayi (1997 – 1998)
- Singa Udjuu (1997 – 1997)
- Tabiana Ngansia (1996 – 1997)
- Mambu Ma Khenzu (1996 – 1996)
- Kiakwama Kia Kiziki (1994 – 1995)
- Casimir Gbendo (1993 – 1994)
- Stéphane Kienge (1992 – 1993)
- Ifefa Mandji (1991 – 1992)
- Amédée Kirarahumu (1992 – 1992)
- Bombito Botomba (1991 – 1991)
- Ilunga Ilukamba (1990 – 1991)
- Charles Bofosa (1990 – 1990)
- Biemé Ngalisame (1988 – 1989)
- Kamitatu Masamba (1988 – 1988)
- Kasereka Kasai (1988 – 1988)
- Jules Sambwa Pida (1987 – 1988)
- Ngole Iliki (1984 – 1985)
- Namwisi Mankoy (1983 – 1984)
- Bokana Wondangela (1979 – 1983)

- Mulumba Lukoji (1977 – 1979)

## Organisation
Le ministère du plan compte sur un effectif de 2 382 personnes réparties dans les structures ci-dessous :
- Secrétariat général (1 405 personnes)
  - Direction des études et de la planification
  - Direction administrative et financière
  - Direction des ressources humaines
  - Direction des études macro-économiques
  - Direction de la planification régionale
  - Direction des secteurs productifs
  - Direction des secteurs sociaux
  - Direction des infrastructures
  - Direction de la programmation et budgétisation
    - Secrétariat technique du fonds de préinvestissement

  - Direction de la population et des ressources humaines / CECAP
  - Direction d'archives, nouvelle technologie de l'information et communication
  - Direction de la Banque intégrée des projets
  - Direction de la coordination des ressources extérieures
  - Direction du secrétariat de fonds de contrepartie
  - Direction de contrôle et suivi
  - Direction de coordination des Structures d'études de planification
- Cellule de gestion des projets et marchés publics
- Centre national de coordination de la formation au développement / CECACOF
- Comité national des exonérations
- Comité national de l'ITIE
- Comité permanent de cadrage macro-économique
- Comité national de l'eau et de l'assainissement / CNAEA (46 personnes)
- Fonds de solidarité pour la reconstruction nationale / FSRN (90 personnes)
- Plateforme de la gestion de l'aide à l'investissement (38 personnes)
- Agence nationale pour la promotion de l'investissement / ANAPI (61 personnes)
- Institut national des statistiques (600 personnes)
- Observatoire congolais pour le développement durable (36 personnes)
- Secrétariat technique d'appui à la coordination des groupes thématiques/SACGT
- Secrétariat national de volontariat (30 personnes)